# 近蜥龍科
近蜥龍科（Anchisauridae）是早期蜥腳形亞目的一個科，由奧塞內爾·查利斯·馬什（Othniel Charles Marsh）於1885年所命名的。近蜥龍科演化支包含近蜥龍的牠們的近親，但不確定包含哪些屬，許多恐龍曾屬於近蜥龍科，但被移動到其他科。然而在現在恐龍的分類上，近蜥龍科有時並沒有被包括在內。近蜥龍科曾經被認為是屬於原蜥腳下目，不過新的研究顯示牠們很有可能是原始蜥腳下目恐龍的近親。

## 外部連結
- Sauropodomorpha
- Anchisauria
- Anchisauridae at the Paleobiology Database （页面存档备份，存于）